# Akwel
Le groupe AKWEL, anciennement MGI Coutier, est un équipementier automobile spécialisé dans la fabrication de composants utilisés pour la gestion des fluides et les mécanismes. Fin 2020, le groupe dispose de 40 sites de production dans 20 pays. Akwel est coté à la bourse de Paris.

## Historique
MGI Coutier naît en 1989 du rachat par Coutier SA (société spécialisée dans la production de pièces plastiques créée dès 1972) de MGI SA (Moulage Général Industriel SA, entreprise commerciale dotée d'un bureau d'études créée en 1981).
La société se développe et poursuit sa croissance notamment grâce à des prises de participations dans des sociétés espagnoles (DIK et FERROPLAST).
En 1994, le groupe est introduit au Second Marché de la Bourse de Paris.
L’expansion internationale se poursuit avec le rachat de parts dans des entreprises en Turquie, Italie, Chine et la création de MGI Coutier Tunisie SARL, de MGI Coutier Argentina SA à Cordoba et de MGI Coutier Brasil LTDA à Jundiai.
Le groupe renforce son activité en France via des acquisitions et de la croissance interne : en 1995, l'entreprisfait l'acquisition de la société SEIM, et en 1996, elle reprend les charnières automobile de Pinet. En 1997, MGI Coutier achète VILPLAST.
En 1998 MGI Coutier se dote d'une nouvelle organisation (avec directoire et conseil de surveillance) centrée autour de ses lignes de produits.
Dans les années 2000, le groupe s’implante en Europe de l’Est avec la création d’une nouvelle unité à Timișoara, en Roumanie. En Asie, deux coentreprises sont mises en place en Inde (2004) et en Iran ainsi que des partenariats avec les sociétés sud-coréennes SHA et SPL (2008).
Pour 2011, le groupe prévoit, via sa coentreprise MEIPL, la construction d’un troisième site au sud-est de l’Inde et reste attentif aux opportunités de croissance externe, notamment en Russie.
Au premier trimestre 2011, MGI Coutier a racheté la société Deplanche, mouliste situé à Treffort (dans l’Ain). Le 6 juillet 2011, le groupe a racheté Avon automotive group, équipementier automobile nord-américain. Ces deux acquisitions ont porté ses effectifs mondiaux à 8 000 personnes.
En avril 2014, MGI Coutier fait l'acquisition de l'équipementier suédois Autotube, spécialiste des tubes métalliques complexes en acier, inox et aluminium pour le transfert de fluides liquides et gazeux.
Le 21 février 2018, le tribunal de commerce de Grenoble valide l'offre conjointe des sociétés Alpen'Tech, Kartesis et MGI Coutier visant à reprendre les actifs de deux filiales du Groupe Maike Automotive. Cette offre concerne les sociétés Frank & Pignard et Precialp.
En mai 2018, MGI Coutier devient Akwel.
Frank & Pignard, basée à Thyez est un équipementier automobile spécialisé dans le management des fluides, les directions assistées et les composants moteur. Frank & Pignard a réalisé sur le premier semestre 2017 un chiffre d'affaires de 44 millions d’euros.
Precialp est un équipementier automobile spécialisé dans les composants de turbo-compresseurs et le leader mondial des paliers et butées. Au premier semestre 2017, la société a réalisé un chiffre d'affaires de 12,6 millions d’euros.
Alpen'Tech, Kartesis, Frank & Pignard et Precialp constitue dès lors un ensemble solide dans le domaine de la mécanique de précision. Ils entrent ainsi dans le top 5 mondial, avec des synergies industrielles de nature à renforcer la position de chacune des entités auprès des constructeurs et des équipementiers automobiles mondiaux.
Afin de poursuivre son internationalisation, le groupe change de nom et devient Akwel le 31 mai 2018.

## Activité

### Métiers
Le groupe AKWEL conçoit, fabrique et vend des composants, sous-ensembles ou fonctions complètes pour le marché automobile.
Il intervient dans deux grandes familles de produits :
- Management des fluides : air moteur, refroidissement, vapeurs d’huile, carburants, liquide lave-glace, urée, air régulation température, additifs, dépression…
- Mécanismes : serrures et gâches, arrêts de porte, commandes d’ouverture, pédaliers, trappes à carburant, mécanismes de sièges, divers mécanismes sous-capot…

La transformation des polymères ou du métal et la gestion de l’électronique sont les trois technologies de base du groupe.

### Chiffres clés
| D'après rapports annuels   | 2005  | ... | 2010  | ... | 2015  | 2016  | 2017  | 2018   | 2019   | 2020   |
| -------------------------- | ----- | --- | ----- | --- | ----- | ----- | ----- | ------ | ------ | ------ |
| Chiffre d'affaires (en M€) | 427   |     | 410   |     | 860   | 963   | 1 024 | 1 062  | 1 101  | 937    |
| Effectifs                  | 4 288 |     | 4 500 |     | 9 000 | 9 900 |       | 11 769 | 11 871 | 11 191 |

En 2020, 86 % du chiffre d'affaires est réalisé dans le management des fluides et 14 % dans les mécanismes.
AKWEL réalise 89 % de son chiffre d’affaires en direct avec les constructeurs automobiles. En 2020, les trois premiers clients du groupe sont Stellantis (Citroën, Chrysler, Fiat, Opel, Peugeot, Vauxhall), Ford et Renault-Nissan-Mitsubishi ; ils représentent 65,7 % de l’activité.
La répartition géographique du chiffre d'affaires 2020 est la suivante : France (29,4 %), Europe et Afrique (29,2 %), Amérique du Nord (24,9 %), Asie et Moyen Orient (16,5 %) et Amérique du Sud (0,5 %).

### Actionnariat
Au 4 octobre 2020.
| Nom                            | Actions    | %     |
| Famille Coutier                | 18 600 000 | 69,7% |
| Norges Bank                    | 613 000    | 2,3%  |
| Independance et Expansion SARL | 600 000    | 2,2%  |

## Organisation
L’organisation du groupe AKWEL se caractérise par une structure juridique composée d’un exécutif restreint (conseil de surveillance et directoire) pilotant :
- des directions lignes de produits (Coolant, Emission Control Systems, Engine Management Systems, Fuel and Control, Mechanisms and Washing Systems),
- des filiales et deux coentreprises,
- une division Aftermarket s'adressant au marché de l’après-vente.

### Sites de production
AKWEL dispose de 40 sites de production et de 7 bureaux de représentation dans 20 pays.

#### Europe élargie
- En France : Beaulieu-lès-Loches, Beaurepaire, Bressolles, Champfromier, Condé-sur-Noireau, Gournay-en-Bray, Monteux, Nesle, Romans-sur-Isère, Treffort-Cuisiat, Vannes, Vieux-Thann, Villieu-Loyes-Mollon
- Paredes de Coura, Tondela (Portugal)
- Sant Just Desvern, Vigo (Espagne)
- Rudník (République tchèque)
- Timișoara (Roumanie)
- Eppstein (Allemagne)
- Varberg, Ulricehamn (Suède)
- Mateur, Tunis (Tunisie)
- Bursa, Gebze (Turquie) : production de poignées de portes, de serrures et gâches (capot et coffre), de charnières, pédaliers, de répartiteurs, de filtres à air, de tuyaux et réservoirs de lave-glace, de canalisations carburants, de tuyaux d'assistance freinage...

#### Asie-Pacifique
- Ningbo, Chonqing, Wuhan (Chine)
- Daman, Pune (Inde)
- Tokyo (Japon)
- Rayong (Thaïlande)
- Melbourne (Australie)

#### Amériques
- Córdoba (Argentine)
- Jundiaí (Brésil) : production de canalisations carburant, de tuyaux d'assistance freinage, de gâches et de serrures de coffre et d'arrêts de porte
- Cadillac, Détroit (États-Unis)
- Ciudad Juárez, Orizaba, Ixtaczoquitlán (Mexique)